# Sabrina Ciaffaglione
Sabrina Ciaffaglione (Catania, 5 settembre 1981) è una calciatrice italiana.
Nella stagione 2001-02 giocò con il Gravina Calcio in Serie A.

## Carriera
Riprende a giocare nel campionato regionale siciliano di Serie C nel 2004-05 nel settore femminile della Polisportiva S.Emidio di Acireale. Nell'anno successivo ancora come capitano del S.Emidio ottiene la promozione in Serie B. Nel 2006-07 partecipa al campionato nazionale di Serie B sempre con il S.Emidio. Nella stagione sportiva 2007-08 milita nella formazione di Serie B Femminile dell'Acese.